# August Mercklin
August Christoph Mercklin (ur. 24 grudnia 1854?/5 stycznia 1855 w Dorpacie, zm. 21 lipca 1928 w Wiesbaden) – niemiecki lekarz psychiatra, radca sanitarny.

## Życiorys
Syn profesora filologii klasycznej Ludwiga Mercklina i Fanny z domu Carus. Uczęszczał do Blumbergsche Schule (Vorschule des Gymnasiums zu Dorpat). Studiował od 1873 do 1878 na Uniwersytecie w Dorpacie, gdzie w 1879 otrzymał tytuł doktora medycyny. W latach 1878–79 pracował w zakładzie psychiatrycznym Rothenberg pod Rygą. W 1880 wyjechał na dalsze studia do Berlina, uczył się u Carla Westphala w klinice Charité. Następnie był asystentem w zakładzie psychiatrycznym w Kreuzlingen u Roberta Binswangera. Potem był sekundariuszem z powrotem w Rothenbergu, od 1893 do 1898 był ordynatorem prowincjalnego zakładu psychiatrycznego w Lęborku. W listopadzie 1898 został dyrektorem zakładu psychiatrycznego w Treptow (dziś Trzebiatów). W 1903 został radcą sanitarnym. Zmarł po długiej chorobie w Wiesbaden.
1 grudnia 1881 ożenił się z Alexandrą von Kieter, córką prawnika Konstantina von Kietera (1811–1885).
Był jednym z redaktorów „Allgemeine Zeitschrift für Psychiatrie und psychisch-gerichtliche Medizin” i członkiem honorowym Deutscher Verein für Psychiatrie (1925). Autor około 50 prac naukowych.

## Wybrane prace
- Studien über die primäre Verrücktheit. Dorpat: H. Laakmann, 1879
- Subcutane Infusion von Kochsalzlösung beim Collaps nach Abstinenz in acuter Psychose. Centralblatt für Nervenheilkunde und Psychiatrie 2, ss. 1-104, 1891
- Ueber Hypochondrie. St. Petersburger medicinische Wochenschrift 9, ss. 417-420, 1892
- Zur Prophylaxe der Tuberculose in Irrenanstalten. Allgemeine Zeitschrift für Psychiatrie und psychisch-gerichtliche Medizin 52, ss. 806-816, 1895
- Simulation von Gedächtnisschwäche. Vierteljahrsschrift für gerichtliche Medizin und öffentliches Sanitätswesen 10, ss. 79-94, 1895
- Der Unterricht des Irrenpflegepersonals. Centralblatt für Nervenheilkunde und Psychiatrie 7, ss. 457-466, 1896
- Aerztliche Bescheinigungen über geistige Krankheit oder Gesundheit. Medizinische Klinik 8, ss. 1975–1978, 1912
- Psychiatrische Fälschungen auf Lichtbühnen. Psychiatrisch-neurologische Wochenschrift 14, ss. 193-194, 1912
- Die Psychosen unserer kleinstädtischen Bevölkerung. „Zeitschrift für die gesamte Neurologie und Psychiatrie”. 24 (1), s. 142–158, 1914. DOI: 10.1007/BF02866447.
- Über das Mißtrauen und den sog. Verfolgungswahn der Schwerhörigen. Allgemeine Zeitschrift für Psychiatrie und psychisch-gerichtliche Medizin 74, ss. 41f, 1918
- Notiz zur Anwendung des Curral. Psychiatrisch-neurologische Wochenschrift 26, s. 48, 1924/25
- Ueber Opiumanwendung bei zyklothymen Depressionen und Schlafstörungen. Allgemeine Zeitschrift für Psychiatrie und psychisch-gerichtliche Medizin 84, ss. 340-6, 1926
- Neue Aufgaben und Ziele der praktischen Psychiatrie. Pommersche Wohlfahrtsblätter 4 (4), ss. 131–171, 1928